# Iwona Kolasińska-Pasterczyk
Iwona Kolasińska-Pasterczyk – polska filmoznawczyni i historyk filmu, doktor habilitowany nauk humanistycznych w Instytucie Sztuk Audiowizualnych Uniwersytetu Jagiellońskiego. Jej zainteresowania obejmują zjawiska problematyki gender, kina gatunków, zjawisk we współczesnym kinie europejskim oraz sacrum w kinie.

## Kariera
Doktoryzowała się obronioną w 1995 rozprawą Horror filmowy i kobieta. Modele dyskursu a odbiorca w tekście, będącą podstawą dla wydanej w 2003 roku książki Kobieta i demony. O widzu horroru filmowego, za którą uhonorowana została Nagrodą Indywidualną Ministra Edukacji Narodowej i Sportu. Stopień doktora habilitowanego otrzymała w 2008 na podstawie pracy Piekła Luisa Buňuela. Wokół problematyki sacrum i profanum, poświęconej tytułowemu hiszpańskiemu reżyserowi.
Do jej dorobku naukowego należy także współredagowana z Eugeniuszem Wilkiem książka Nowa audiowizualność – nowy paradygmat kultury? (2008) oraz szereg analiz filmów pokroju Rękopisu znalezionego w Saragossie, Imienia róży, Ostatniego kuszenia Chrystusa.